# 1970 a sportban
1970 főbb sporteseményei a következők voltak:
- Jochen Rindt (Lotus) nyeri a Formula–1-es világbajnokságot, ám úgy, hogy ő már ezt nem érhette meg. Az osztrák versenyző az olasz nagydíj egyik edzésén szenvedett halálos balesetet, de előnyét a világbajnoki pontversenyben később sem sikerült vetélytársainak behozni, így Rindt lett a Formula–1 máig egyetlen posztumusz világbajnoka.
- A Mexikóban rendezett labdarúgó-világbajnokságot Brazília nyerte meg 100%-os teljesítménnyel. A döntőben Brazília-Olaszország 4:1 (1:1) Gólok: Pelé, Gérson, Jairzinho, Carlos Alberto, ill. Bonisegna. Ezzel Brazília harmadszor nyerte el, így végleg hazavihette a Jules Rimet-kupát.
- július 31–augusztus 2., kajak-kenu világbajnokság (Koppenhága)
- szeptember 5–27. – A XIX. sakkolimpia Siegenben, amelyen a magyar válogatott ezüstérmet szerzett.

| Kiírás                       | Győztes         | Ezüstérmes     | Bronzérmes |
| ---------------------------- | --------------- | -------------- | ---------- |
| NB1 (tavaszi bajnokság)      | Újpesti Dózsa   | Ferencváros    | MTK        |
| Magyar Kupa                  | Újpesti Dózsa   | Komlói Bányász | -          |
| Bajnokcsapatok Európa Kupája | Feyenoord       | Celtic         | -          |
| Kupagyőztesek Európa Kupája  | Manchester City | Górnik Zabrze  | -          |
| Vásárvárosok Kupája          | Arsenal         | Anderlecht     | –          |
| Labdarúgó VB Mexikó          | Brazília        | Olaszország    | NSZK       |

## Születések
- január 1. – Szergej Vjacseszlavovics Kirjakov, U18-as és U20-as Európa-bajnok szovjet-orosz válogatott orosz labdarúgó
- január 5. – Jurij Kovtun, orosz válogatott labdarúgó, edző
- január 6.
  - Canko Cvetanov, bolgár válogatott labdarúgó, edző
  - Radoslav Látal, Európa-bajnoki ezüstérmes cseh válogatott labdarúgó
- január 9. – Axel Rodrigues de Arruda, brazil válogatott labdarúgó
- január 13. – Dan Eggen, norvég válogatott labdarúgó
- január 15. – Daniel Borimirov, bolgár válogatott labdarúgó
- január 21. – Alen Bokšić, horvát válogatott labdarúgó
- január 30. – Hans Vonk, holland származású, dél-afrikai válogatott labdarúgókapus
- február 2.
  - Roar Strand, norvég válogatott labdarúgó
  - Erik ten Hag, holland labdarúgó, edző
- február 5. – Ágh Norbert, sokszoros magyar bajnok, magyar válogatott, többszörös amerikai bajnok úszó, sportmenedzser
- február 6. – Patrice Loko, francia válogatott labdarúgó
- február 8. – Ivica Tucak, horvát vízilabdázó, edző
- február 12. – Czesław Michniewicz, lengyel labdarúgó, edző
- február 28. – Milovan Minja Prelević, montenegrói labdarúgóedző († 2019)
- március 1. – Dirk van der Ven, holland származású német labdarúgócsatár
- március 2. – Camelia Voinea, világbajnok, olimpiai és Európa-bajnoki ezüstérmes román tornász, edző
- március 10. – Peter Wright, skót dartsjátékos
- március 17. – Florin Răducioiu, román válogatott labdarúgó
- március 24. – Wilson Álvarez, venezuelai baseballjátékos
- április 1. – Demeter János, nemzeti labdarúgó-partbíró, asszisztens
- április 4. – Håvard Flo, norvég labdarúgócsatár
- április 10. – Leonard Doroftei, román ökölvívó
- április 13. – Csollány Szilveszter, olimpiai, világ- és Európa-bajnok magyar tornász († 2022)
- április 15. – Németh Zsolt, Európa-bajnok magyar vízilabdázó, edző
- április 18. – Francisco Jémez Martín, spanyol válogatott labdarúgó, edző
- április 20. – Gyenis Cservjakov,  orosz jégkorongozó
- április 29. – Andre Agassi, amerikai teniszező
- május 5. – Daniele Crosta, Európa-bajnok, olimpiai és világbajnoki bronzérmes olasz tőrvívó
- május 7. – Veszelin Gerov, bolgár labdarúgócsatár
- május 12. – Dobos Barna, magyar labdarúgóedző
- május 16. – Gabriela Sabatini, olimpiai ezüstérmes, világ- és US Open-bajnok argentin teniszezőnő, International Tennis Hall of Fame-tag
- május 22.
  - Pedro Diniz, brazil autóversenyző
  - Marco Rudolph, német ökölvívó
- június 4. – David Barrufet, olimpiai bronzérmes, Európa-bajnoki ezüstérmes és világbajnok spanyol kézilabdakapus
- június 5. – Michele Monti, világ- és Európa-bajnoki bronzérmes olasz cselgáncsozó († 2018)
- június 12. – Henadz Mardasz, fehérorosz labdarúgó († 2020)
- július 4. – Joacim Esbjörs, svéd jégkorongozó
- július 9. – Quentin Pongia, új-zélandi rögbijátékos († 2019)
- július 11. – Basarab Panduru, román válogatott labdarúgó, edző
- július 12.
  - Celestina Popa, olimpiai ezüstérmes és világbajnok román tornász
  - Varga Zoltán, sakkozó, nemzetközi nagymester, magyar bajnok
- július 22.
  - Szergej Zubov, U18-as Európa-bajnoki bronzérmes, U20-as világbajnok, olimpiai bajnok, Stanley-kupa- és Spengler-kupa-győztes orosz válogatott jégkorongozó, Hockey Hall of Fame-tag
  - Erling Moe, norvég labdarúgó, edző
- július 30. – Paolo Tramezzani, olasz labdarúgó, edző
- augusztus 8.
  - José Francisco Molina, spanyol válogatott labdarúgó, edző
  - Chester Williams, világkupa-győztes dél-afrikai válogatott rögbijátékos († 2019)
- augusztus 13. – Alan Shearer, angol labdarúgó
- augusztus 17.
  - Kovács István, olimpiai bajnok ökölvívó
  - Øyvind Leonhardsen, norvég válogatott labdarúgó-középpályás
- augusztus 26. – Velko Jotov, bolgár válogatott labdarúgó
- augusztus 28. – José Manuel Gomes, portugál labdarúgóedző
- szeptember 2. – Agárdi Éva, magyar kézilabdázó, beállós
- szeptember 4. – Dan O’Shea, amerikai jégkorongozó
- szeptember 16.
  - Giorge Díaz, olimpiai bajnok kubai baseballjátékos
  - Chris Foy, kanadai jégkorongozó
  - Paul Shuey, amerikai baseballjátékos
- szeptember 25. – Jack Duffy, amerikai jégkorongozó
- október 4. – Zdravko Zdravkov, bolgár válogatott labdarúgó
- október 11. – Szergej Ivanovics Ovcsinnyikov, orosz válogatott labdarúgó, kapus, edző
- október 22. – Winston Bogarde, holland labdarúgó
- október 30. – Hszie Csün, kínai sakkozó, női sakkvilágbajnok (1991–1996, 1999–2001), háromszoros olimpiai bajnok
- október 31. – Steve Trachsel, amerikai baseballjátékos
- november 5. – Ryan Wetnight, amerikai amerikaifutballista († 2020)
- november 9. – Bill Guerin, olimpiai ezüstérmes, világkupa és Stanley-kupa-győztes amerikai válogatott jégkorongozó
- december 3. – Christian Karembeu, világ- és Európa-bajnok, konföderációs kupa győztes francia válogatott labdarúgó
- december 21. – Stefan Lövgren, olimpiai ezüstérmes, világ- és Európa-bajnok svéd kézilabdázó
- december 22.
  - Mutiu Adepoju, afrikai nemzetek kupája győztes nigériai válogatott labdarúgó
  - Gary Anderson, kétszeres világbajnok skót dartsjátékos
  - Horváth Dezső labdarúgó, kapus († 2016)

## Halálozások
- ? – Ross Cuthbert, kanadai-brit olimpiai bronzérmes jégkorongozó (* 1892)
- ? – Hajdú Andor, magyar labdarúgóedző (* 1900)
- január 9. – Ray Collins, World Series bajnok amerikai baseballjátékos (* 1887)
- január 17. – Robert Lindley Murray, US Open bajnok amerikai teniszező (* 1892)
- január 23. – Götz Gusztáv, Európa-bajnok evezős (* 1900)
- február 1. – Eugène Christophe, francia országútikerékpár-versenyző (* 1885)
- március 17. – František Junek, világbajnoki ezüstérmes csehszlovák válogatott labdarúgó (* 1907)
- március 18. – Håkon Endreson, olimpiai ezüstérmes norvég tornász (* 1891)
- április 9. – Kozma István, olimpiai, világ- és Európa-bajnok magyar birkózó (* 1939)
- április 22. – Art Ranney, amerikai amerikai futball csapattulajdonos, a National Football League (NFL) egyik alapítója (* 1889
- május 16. – Dutch Ruether, World Series bajnok amerikai baseballjátékos (* 1893)
- május 19. – Ray Schalk, World Series bajnok amerikai baseballjátékos (* 1892)
- május 30. – Haakon Sörvik, olimpiai bajnok svéd tornász (* 1886)
- június 2. – Bruce McLaren, új-zélandi autóversenyző (* 1937)
- június 12. – Percy Rees, olimpiai bajnok brit gyeplabdázó (* 1883)
- június 30. – Ștefan Barbu, román válogatott labdarúgó († 1908)
- július 25. –  Carl Martin Norberg, olimpiai bajnok svéd tornász (* 1889)
- augusztus 31. – Louis Kimpe, olimpiai bronzérmes francia tornász (* 1898)
- szeptember 3. – Thor Larsen, olimpiai ezüstérmes norvég tornász (* 1886)
- szeptember 5. – Jochen Rindt, osztrák autóversenyző, világbajnok Formula–1-es pilóta (* 1942)
- szeptember 8. – Georges Lagouge, olimpiai bronzérmes francia tornász (* 1893)
- szeptember 19. – Dave Danforth, World Series bajnok amerikai baseballjátékos (* 1970)
- október 3. – Pierre Veyron, francia autóversenyző, az 1939-es Le Mans-i 24 órás verseny győztese (* 1903)
- október 4. – Christian Thomas, olimpiai bajnok dán tornász (* 1896)
- október 10. – Lefty Leifield, World Series bajnok amerikai baseballjátékos (* 1883)
- november 2. – René Pinchart, olimpiai bronzérmes belga tornász (* 1891)
- november 18. – Cooney Checkaye, amerikai amerikaifutball-játékos, edző és csapattulajdonos. A National Football League (NFL) egyik alapítója (* 1893)
- november 23. – Giancarlo Cornaggia-Medici, olimpiai és világbajnok olasz párbajtőrvívó (* 1904)
- november 29. – Abdálazíz Ben Tífúr, algériai születésű francia válogatott labdarúgó, edző (* 1927)
- december 13. – Chick Gandil, World Series bajnok amerikai baseballjátékos (* 1888)
- december 29. – Jimmy Brown, World Series bajnok amerikai baseballjátékos (* 1910)

## Események
- Miskolcon felépül a Sportcsarnok[1]